# آلة الخياطة

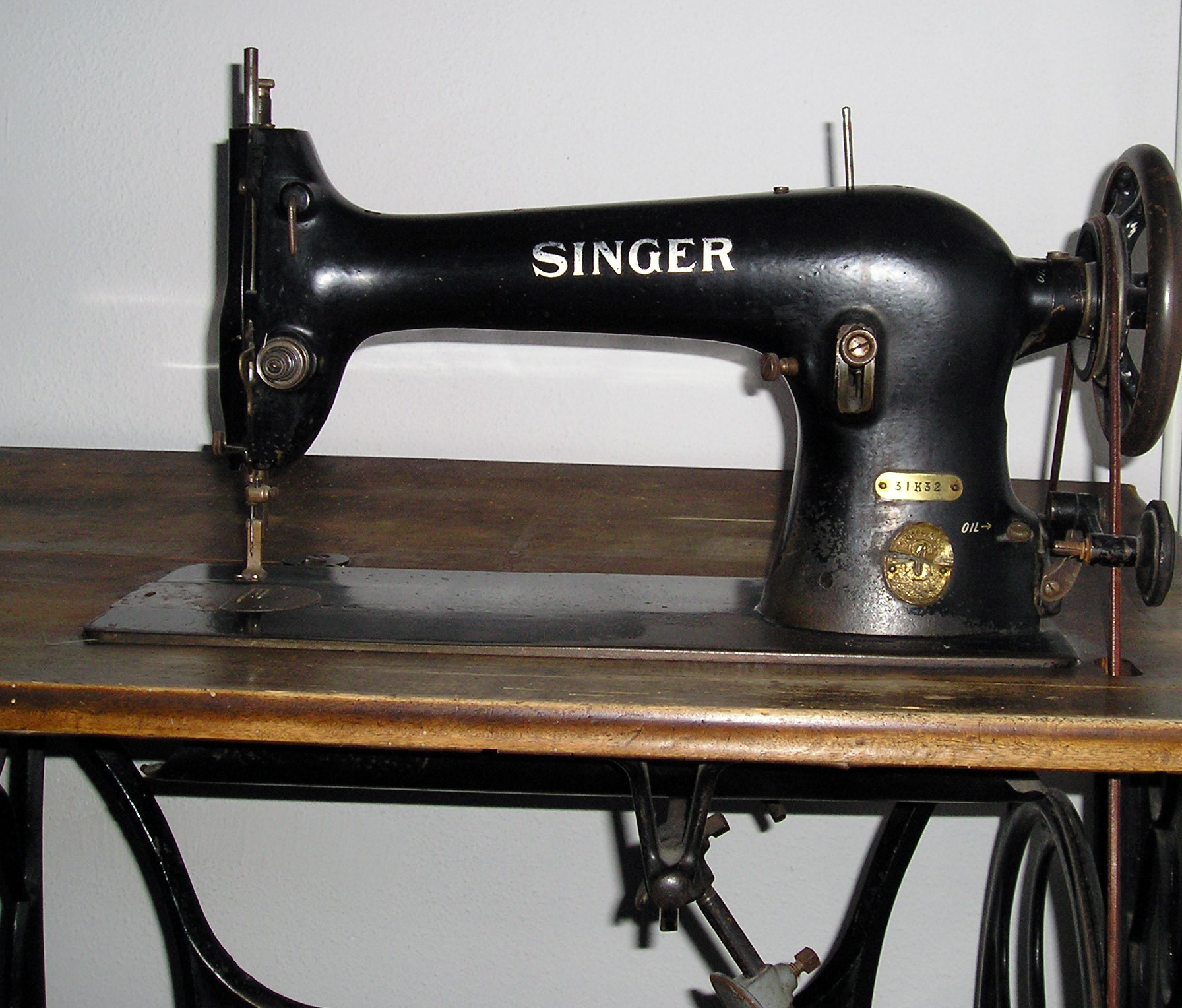
المخيطة.

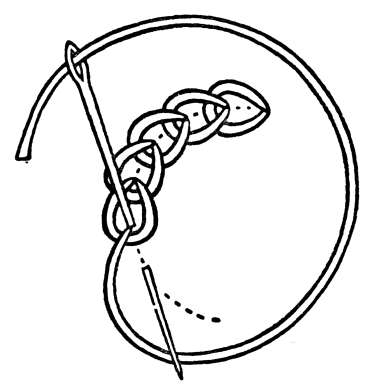
غرزة السلسلة.

المِخْيَطَة أو آلة الخياطة (بالإنجليزية: Sewing Machine)‏ آلة تستخدم إبرة لربط الأقمشة معاً بالخيط. ولقد أدخلت هذه الآلة المتعة على الأعمال المنزلية وساعدت العائلات في الحصول على ملابس أفضل وأقل كلفة. وقد مكّنت المخيطة الناس من إنتاج ملبوسات بالجملة في المصانع. بالرغم من أن بعض الآلات القديمة استخدمت غرزة السلسلة، إلا أن الغرزة الأساسية للمخيطات الحديثة تتكون من تلاحم خيطين وتسمى بغرزة القفل. أضحت المخيطات الحديثة متخصصة في قضاء أعمال خاصة، وغرز مختلفة. يمكن للنسيج في هذه الآلات الحديثة أن ينزلق داخلا وخارجا من هذه الآلات بشكل آلي مما يوفر الوقت. قد تكون ألية تحريك النسيج بسيطة أو قد تكون معقدة وتتبع رسمة معينة. يمكن لبعض الألات أن تبدع تطريزات فنية. بعض الآلات مجهزة بإطار حامل للمشغولة، وبعضها مجهز بمغذي للمشغولة يمكنه أن يتحرك وفق منحنيات معينة. يمكن أن نشاهد في الآلات الحديثة حامي للإبرة، وأجهزة أمان لمنع حوادث الإبرة. الغرزة الرئيسية لأقدم المخيطات هي غرزة السلسلة. لهذه الغرزة عيب رئيسي، فهي ضعيفة ويمكن أن تنسل بسهولة.

## أنواع المخيطات

غرزة القفل الأساسية في المخيطات.

توجد أنواع عديدة من الآلات متاحة في الأسواق، المنزلية والتجارية. والأنواع الثلاثة الرئيسية من المخيطات المنزلية هي:

### ذات الغرزة المستقيمة
صُمِّمت هذه الآلات لغرض الخياطة البسيطة التي لا تتطلب غُرَزًا مزخرفة ويمكن إضافة ملحقات عديدة لالمخيطة لتساعد في عمل عراوي الأزرار والكشكشة وحواشي الأقمشة.

### ذات الإبرة المتأرجحة
وتُسمى أيضًا آلات خياطة الحرّجلة، وقد صُمِّمت للغرزات الخاصة بالإضافة إلى الغرزات المستقيمة وتتأرجح الإبرة من جانب إلى جانب لتصنع الحرجلة والغرزات الخاصة الأخرى.

### الإلكترونية
صُمِّمت لتصنع كل أنواع الغُرَز. وإن لمسة لزر أو إدخال شريط من شأنه أن يغير حركة الإبرة لكي تقوم بالتطريز، وهي تصنع العراوي (فتحات الأزرار) وغرزاً مركبة. وقد صارت المخيطات الإلكترونية في أيامنا هذه تعمل بالحاسوب. وتوجد على سبيل المثال، بعض الآلات تقوم بقياس الزر ثم تصنع من العراوي ما يناسب الزر وبالأعداد المطلوبة.
وتتوافر الأنواع الثلاثة كلها في صندوق وفي نماذج يمكن أن تنقل محمولة باليد، ويمكن أيضا أن تكون ذات ذراع حرة أو ذراع مفتوحة وقد وُضع هذا التصميم لجعل الخياطة أسهل حول أرجل البنطلونات والياقات والأساور وأكمام القمصان. وعلى الرغم من أن المخيطات تُصنع في كثير من البلاد إلا أن الآلات التي تصنعها اليابان وأوروبا هي الأعلى جودة.

## نبذة تاريخية
- عام 1790، سجل الإنجليزي توماس سانت براءة اختراع أول آلة خياطة. وكانت تلك الآلة مصنوعة من الخشب. وقد استطاعت صنع سلسلة مفردة من الغرز في الجلد. وكانت الآلة تُلقِنُ الخيط تلقائيا لإبرة لها ثلم بدلا من العين ويوجد مخْرز يصنع الثقوب للإبرة للمرور خلال الجلد ولم تكن هذه الآلة عملية.
- عام 1830، اخترع الفرنسي بارثيلمي ثيمونييه (1793 - 1859) آلة خياطة لصناعة بزات الجنود واستخدم في آلته إبرة خطافية تخيط جيئةً وذهاباً خلال القماش. ولقد كان لدى الحكومة الفرنسية عدد يصل إلى 80 آلة كهذه في وقت واحد. وقد كاد ثيمونييه يلقى حتفه عندما حطم العمال الغاضبون آلاته حين طُردوا من عملهم بسبب المخيطات. وقد اخترع الأمريكي والتر هانت نوعا من المخيطات في الثلاثينيات من القرن العشرين إلا أنه لم يُسجل براءة اختراعه.

يعد إلياس هاو الأمريكي مخترع المخيطة التي نعرفها اليوم. ولقد كان النموذج الذي سجل براءة اختراعه عام 1846 هو أول آلة فعلية بيعت للناس. وكان لآلة هاو إبرة ذات عين قرب رأسها. وتحمل الخيط بكرة أسفل قطعة القماش. أما الإبرة الحاملة للخيط العلوي، فقد ثبتت في ذراع يهتز على مفصل وتؤدي حركة الذراع إلى إدخال الخيط في القماش ويحمل المكوك الخيط السفلي خلال حلقة الخيط العلوي صانعا بذلك غرزة محكمة. ومعظم المخيطات المنزلية حاليًا من هذا النوع من الغرز المحكمة ذات الخيط المزدوج. إلا أن الغرزة المحكمة لا يمكن فكها مثل الغرزة السلسلة والتي تشبه الحبكة إلى حد ما. ومن المخترعين الذين ظهروا بعد هاو نذكر الأمريكيين الين بنيامين ويلسون ثم إسحق سنجر. وقد أدخل ويلسون التغذية التلقائية ذات الحركات الأربع التي تستخدم اليوم في كل المخيطات. وقد سُجِّلت براءَة اختراع هذه الآلة عام 1854. وفي 1851 قام سنجر بتسجيل اختراع دواسة القدم والقدم الضاغطة ذات الزنبرك المرن التي تحفظ القماش على لوحة التغذية.
وتوجد اليوم آلات خياطة خاصة لخياطة الأحذية والكتب والمظلات والمكانس. حتى أنه يوجد آلة لخياطة السجاجيد. ولكن هذه الآلة تجري فوق السجادة نظراً لثقل وزن السجادة.وقد وضعت شركة سنجر للإنتاج (شركة سنجر الآن) محركا كهربائيا على المخيطة لأول مرة عام 1889. ومعظم المخيطات اليوم تعمل بالكهرباء إلا أن الآلات التي تعمل باليد والقدم لا تزال موجودة. وعادة يستخدم الناس الآلات اليدوية في الدول النامية حيث لا توجد كهرباء.

## معرض صور

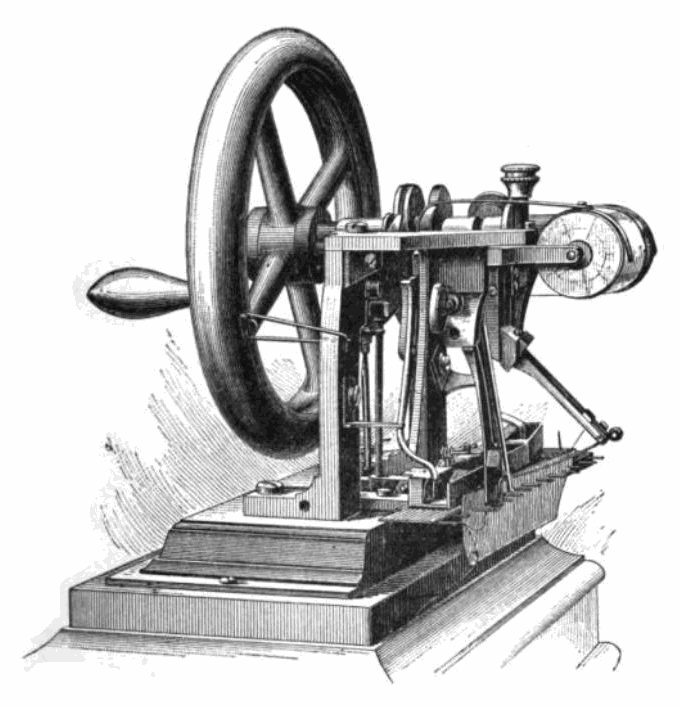
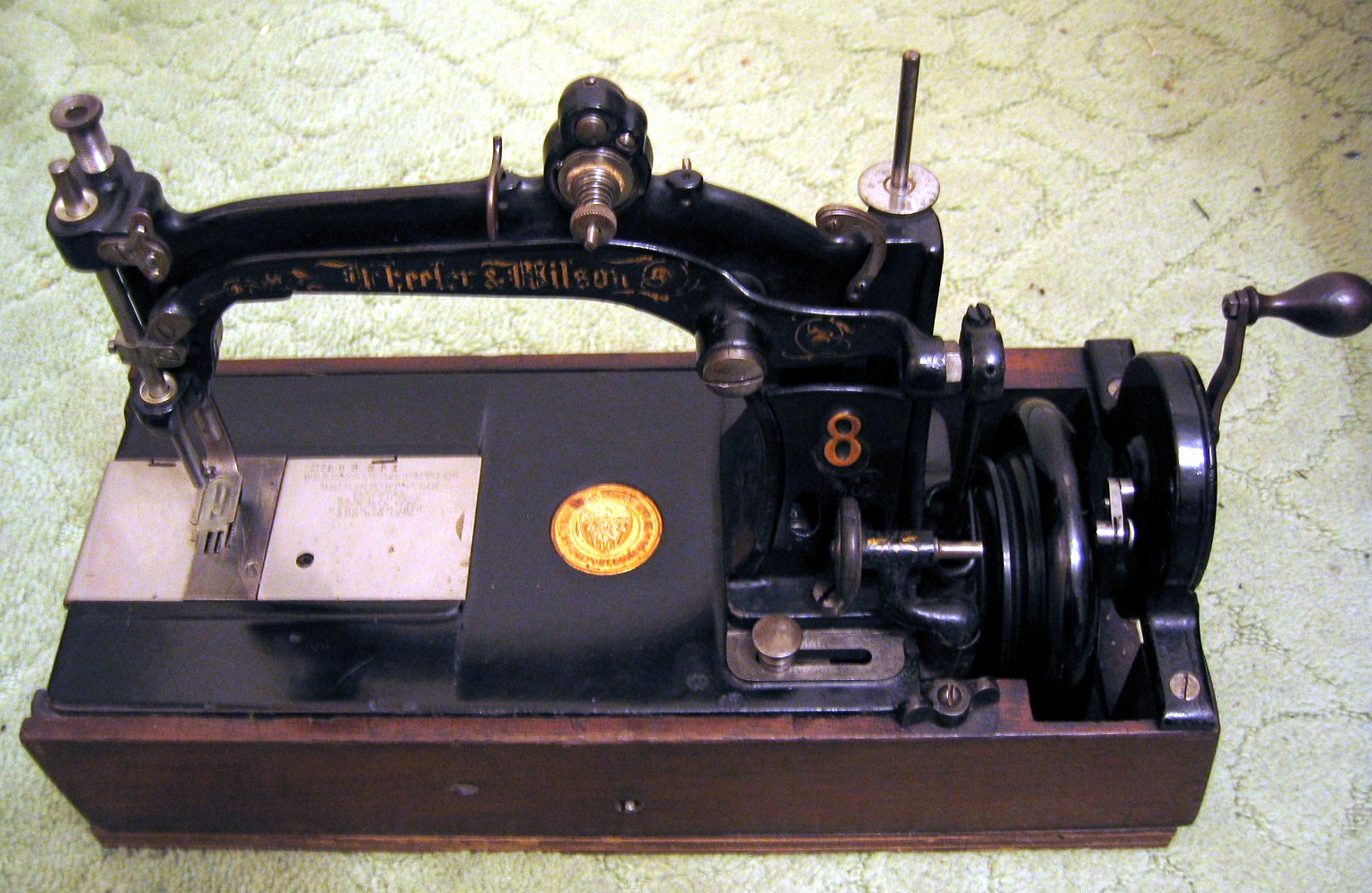
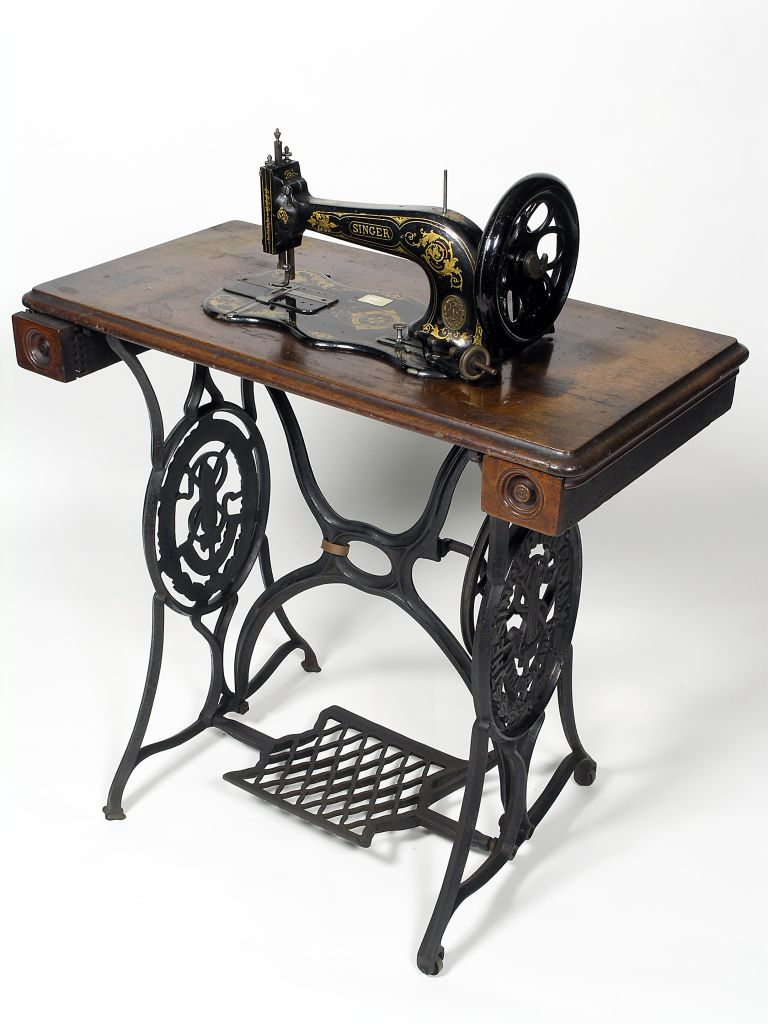
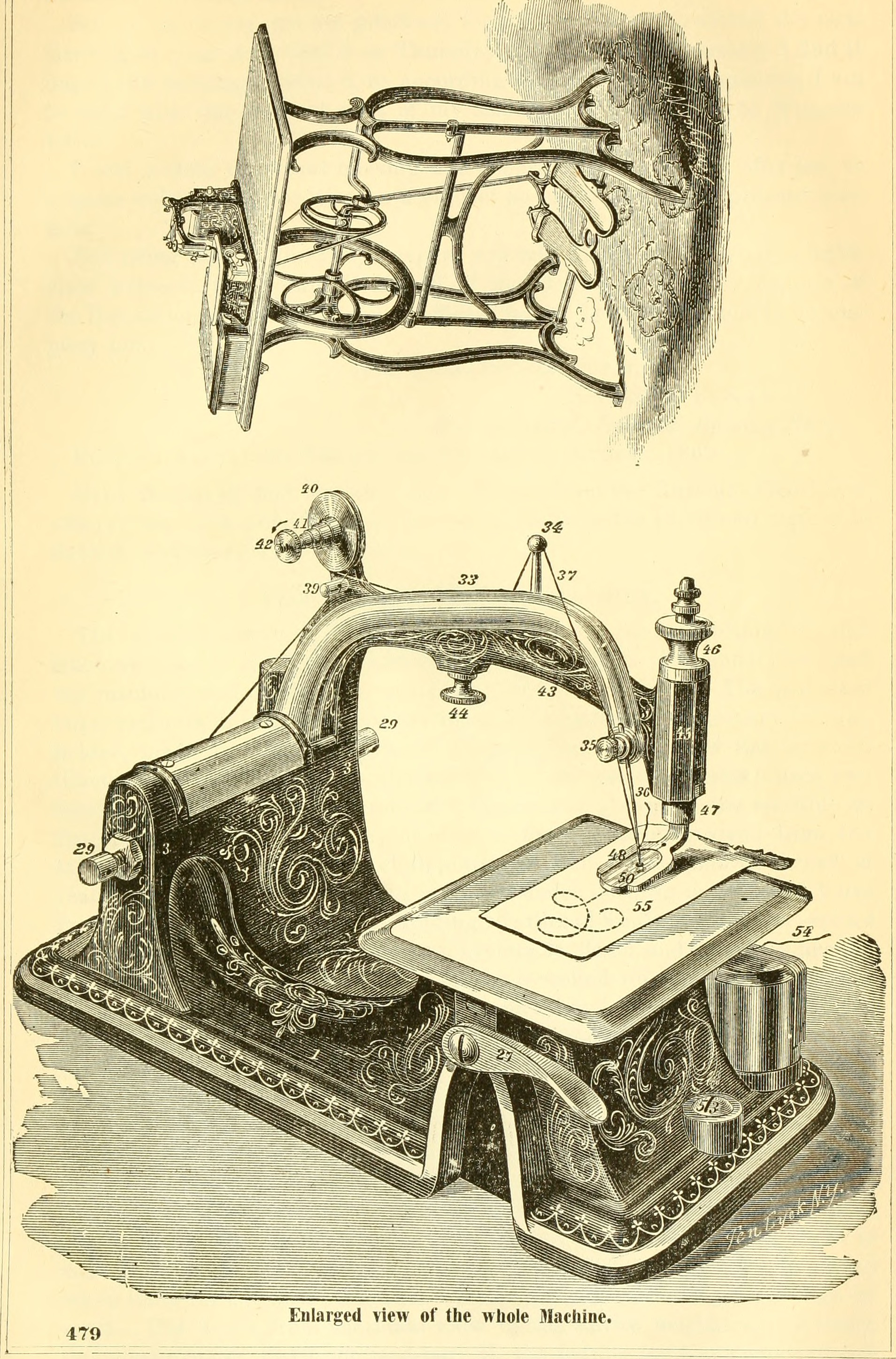

## وصلات خارجية
- فيديوهان متعلقان بالمخيطة في يوتيوب (باللهجة المصرية):معيدة في قسم الاقتصاد المنزلي بكلية التربية النوعية بمنية النصر تشرح مكونات المخيطة وطريقة تشغيلها في فيديوهين (باللهجة المصرية):

1. الأول:شرح مكونات المخيطة بالتفصيل
2. الفيديو الثاني:طريقة تشغيل واستعمال الماكينة